# Raths-Apotheke Sulingen
Die ehemalige Raths Apotheke in Sulingen im Landkreis Diepholz, Lange Straße 60, steht unter Denkmalschutz. Heute ist hier die Bullenschluck-Manufaktur.

## Geschichte
In der Nähe der Nicolaikirche entstand nach dem großen Stadtbrand von 1721 zur Zeit des Barocks 1737 das zweigeschossige Fachwerkhaus mit einer markanten Tür. Es gehört zu den ältesten Wohnhäusern von Sulingen. 1788 erhielt als Eigentümer Johann Friedrich Jordan das Privileg eine Apotheke zu führen. Heinrich und Ernst Boedecker (ab 1855), dann Eduard Küstermann (ab 1882) Übernahmen die Apotheke. Es folgten Dr. Emil Dunker (ab 1932), sein Sohn Hans Dunker (ab 1945) und der Enkel Jens Dunker (1985). Bis 2011 war hier die Raths-Apotheke. 
Seit 2011 ist in dem sanierten Gebäude der Sitz der Bullenschluck Manufaktur GmbH sowie Wohnungen im Obergeschoss. Erstmals hergestellt wurde 1949 der Bullenschluck als Kräuterlikör von dem Apotheker Hans Dunker.